# عبد الله بار سام
الشيخ (الحاخام) عبد الله بار سام ( العربية: عبدالله ابن سام ؛ ولد في قلعة صالح، العراق؛ توفي عام 1981، بغداد، العراق) كان كاهنًا مندائيًا عراقيًا. يُعرف بأنه المبادر الكهنوتي لجبار الشحيلي وصلاح الشحيلي، وكذلك والد الفيزيائي عبد الجبار عبد الله.:44

## حياته

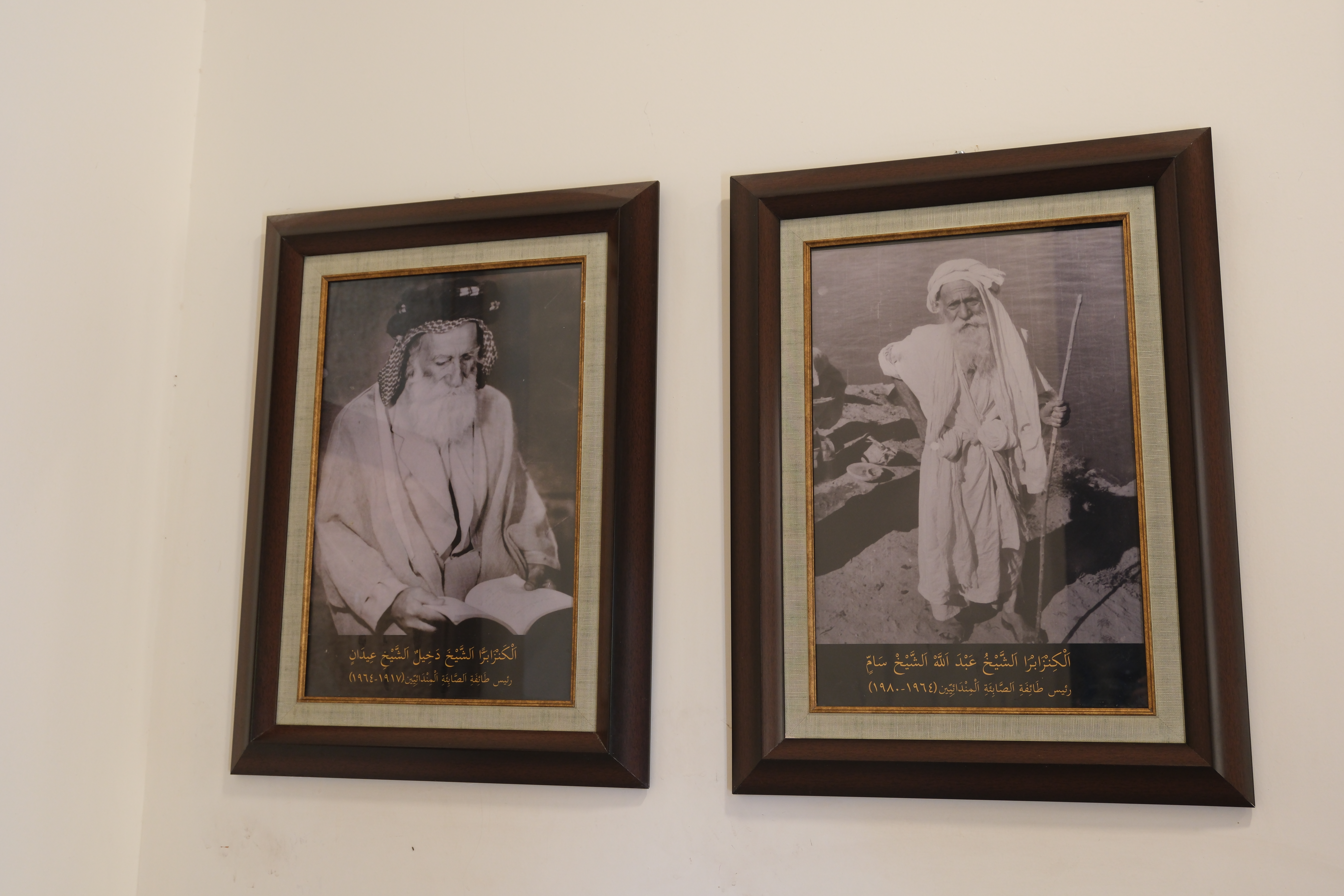
صورة لغانزيبرا عبد الله بر سام (يمين) بجوار صورة للشيخ داخل عيدان (يسار) في مندي الصابئة المندائيين في بغداد

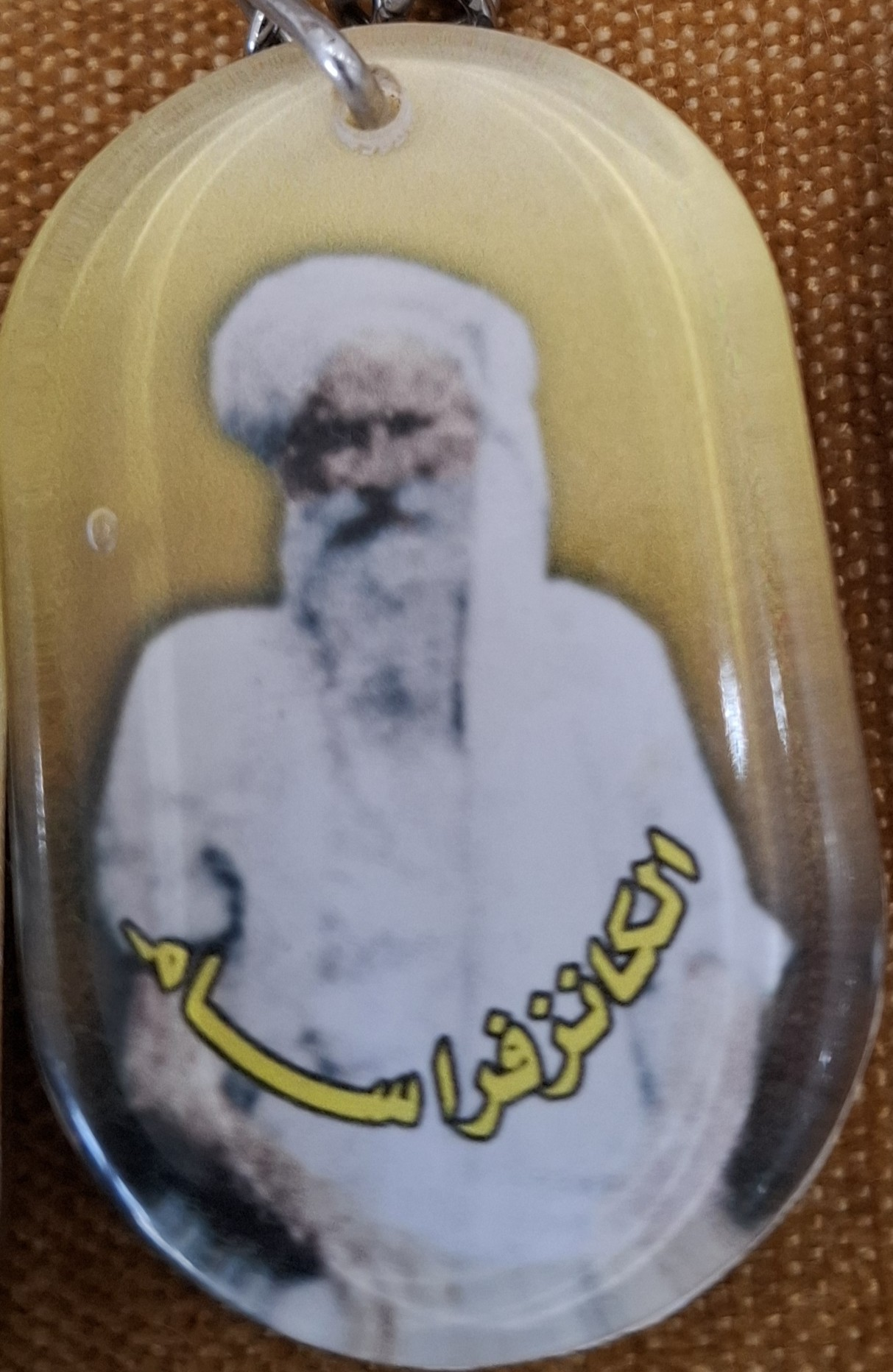
سلسلة مفاتيح عليها صورة غانيبرا سام، والد غانيبرا عبد الله

وُلِد عبد الله بار سام لعائلتي المندائية والكُمية في قلعة صالح بالعراق، ربما قبل مطلع القرن العشرين بقليل. كان اسم والده جنزيبرا سام، ابن الشيخ جبار. وكان اسم معموديته المندائية آدم زهرون بار سام ( المندائية الكلاسيكية: ࡀࡃࡀࡌ ࡆࡉࡄࡓࡅࡍ ࡁࡓ ࡎࡀࡌ، رومنة: Adam Zihrun br Sam ).
قام جانزيبرا عبد الله بنسخ كتاب جينزا رابا يدويًا في عام 1928؛ واعتبارًا من عام 2010، أصبحت تلك النسخة من كتاب جينزا رابا مملوكة لعائلة إلمناحي في ولاية نيويورك، الولايات المتحدة.:65–66
في عام 1948، قام بتدريب جبار الشهيلي من الأهواز في إيران على الكهنوت. وفي عام 1976، قام بتدريب صلاح الشهيلي، ابن جبار الشهيلي، كترميدا في مندي الدورة ببغداد.

## عائلة
كان ابنه عبد الجبار عبد الله (1911-1969) عالم فيزياء وأرصاد جوية معروفًا، بينما حفيده هو سنان عبد الله.:44

## روابط خارجية
- دعاء مندائي قرأه عبدالله برسام في سبعينيات القرن العشرين